# Sh2-18
Sh2-18 (nota anche come RCW 139) è una piccola nebulosa a emissione visibile nella costellazione del Sagittario.
Si individua sul bordo occidentale della costellazione, a brevissima distanza dal centro galattico; si estende per circa 4 minuti d'arco in una regione oscurata da polveri interstellari, sul bordo di un ricco campo stellare. Il periodo più indicato per la sua osservazione nel cielo serale ricade fra giugno e novembre; trovandosi a declinazioni moderatamente australi, la sua osservazione è facilitata dall'emisfero australe.
Sh2-18 è una regione H II di piccole dimensioni situata sul bordo esterno del Braccio del Sagittario a una distanza di 1500 parsec (4890 anni luce) dal Sole; si trova a metà strada fra Sh2-16 e Sh2-19, con le quali è fisicamente legata. Non sono note stelle responsabili della sua ionizzazione, mentre sono presenti indizi che fanno ritenere che i processi di formazione stellare siano attivi, in particolare, sono stati individuati tre maser, uno OH, uno H2O e uno CH3OH e la sorgente di radiazione infrarossa IRAS 17441-2910, coincidente con un massiccio oggetto stellare giovane.
Sh2-18 appare in relazione con altre regioni H II situate nelle vicinanze, come Sh2-15, Sh2-16, Sh2-17, Sh2-19 e Sh2-20, tutte situate a 1500 parsec di distanza assieme all'ammasso aperto Cr 347; queste nebulose costituirebbero pertanto un'unica estesa regione di formazione stellare situata sul margine esterno del Braccio del Sagittario. Per un effetto di prospettiva, dalla Terra questa regione appare esattamente sovrapposta alla direzione del centro galattico.